# Ольшиць-Шляхецький
Ольшиць-Шляхецький (пол. Olszyc Szlachecki) — село в Польщі, у гміні Доманиці Седлецького повіту Мазовецького воєводства.
Населення — 550 осіб (2011).
У 1975-1998 роках село належало до Седлецького воєводства.

## Демографія
Демографічна структура станом на 31 березня 2011 року:
|          | Загалом | Допрацездатний вік | Працездатний вік | Постпрацездатний вік |
| -------- | ------- | ------------------ | ---------------- | -------------------- |
| Чоловіки | 265     | 62                 | 177              | 26                   |
| Жінки    | 285     | 70                 | 157              | 58                   |
| Разом    | 550     | 132                | 334              | 84                   |